# Asociación Unionista de Foot-ball
L'Associació Unionista de Foot-Ball, fundada com: Associación Unionista de Foot-ball, va ser un club de futbol del primer quart del segle xx. Darrere del Gimnàstic de Tarragona va ser un dels primers clubs de la ciutat de Tarragona.
Arran l'any 1900 William Tarin, conegut com a Guillermo, es va posar en contacte amb L'Hispània Atlethic Club per difondre el coneixement del futbol a Tarragona i docs a finals de l'any 1900 es va crear L'Associació Unionista de Foot-Ball. Va ser el primer club de Tarragona dedicat estrictament al Futbol. En la premsa sortia com Tarragona F.C. Va participar també a la Copa Macaya de 1900-01 el partit més important es va donar en el 10 de febrer de 1901 contra el Club Espanyol de Foot-Ball amb un resultat de 0-2 a favor de l'espanyol, aquest partit és el més antic de futbol que es té Constança a la ciutat de Tarragona. Al final en aquesta competició va quedar quart amb 4 punts, amb dos victòries i sis derrotes.
Als anys següents (1901) van sorgir dues societats més: el Intrepid F.C. i el Shooter F.C. que utilitzaran un velòdrom a les proximitats de la Plaça Corsini. ⁣En els anys posteriors el futbol a Tarragona va entrar en crisis i la A.U.F., L'Intrepid i el Shooter van desaparèixer sense data coneguda.
L'equipació titular és Samarreta blava amb pantalons blancs.